# ردلینگفیلد
ردلینگفیلد (به انگلیسی: Redlingfield) یک روستا و محله مدنی در بریتانیا است که در Mid Suffolk واقع شده‌است. ردلینگفیلد ۱۴۴ نفر جمعیت دارد.